# Ca la Marcela
Ca la Marcela és una obra del Pinell de Brai (Terra Alta) inclosa a l'Inventari del Patrimoni Arquitectònic de Catalunya.

## Descripció
És una de les poques cases de l'època medieval que té una certa presència. La façana que dona al carrer de l'Hospital no ha estat totalment alterada, les altres són actuals, arrebossades, així com el seu interior. La façana nomenada presenta un accés central amb arc de mig punt dovellat, avui cegat i ocupat per una finestra, les altres obertures han estat variades. Es combina el carreu de reforç i maçoneria. Coberta de teula amb entramat de fusta i ràfec.

## Història
El carrer de l'Hospital és el carrer que recull millor els vestigis medievals de la vila, tot i que solament a nivell d'elements aïllats encara s'endevina el temps es que la vila era un recinte murallat entorn al seu castell.